# Mastax carissima
Mastax carissima é uma espécie de carabídeo da tribo Brachinini, com distribuição restrita ao Myanmar.